# Paralimna nidor
Paralimna nidor är en tvåvingeart som beskrevs av Cresson 1933. Paralimna nidor ingår i släktet Paralimna och familjen vattenflugor. Inga underarter finns listade i Catalogue of Life.